# 927 Ratisbona
Ratisbona (asteroide 927) é um asteroide da cintura principal com um diâmetro de 67,57 quilómetros, a 2,9728789 UA. Possui uma excentricidade de 0,0799464 e um período orbital de 2 121,5 dias (5,81 anos).
Ratisbona tem uma velocidade orbital média de 16,56954968 km/s e uma inclinação de 14,51267º.
Esse asteroide foi descoberto em 16 de Fevereiro de 1920 por Max Wolf.